# گجرات
گُجَرات (به گجراتی: ગુજરાત) ایالتی در غرب هندوستان است.
گجرات ایالتی در هندوستان است که در امتداد ساحل غربی این کشور قرار دارد. خط ساحلی آن حدود ۱۶۰۰ کیلومتر (۹۹۰ مایل) است که طولانی‌ترین خط ساحلی در این کشور است و بیشتر آن در شبه جزیره کاتیاوار قرار دارد. گجرات با مساحت ۱۹۶۰۲۴ کیلومتر مربع (۷۵۶۸۵ مایل مربع)، پنجمین ایالت بزرگ هند است. همچنین با جمعیتی بالغ بر ۶۰٫۴ میلیون نفر در سال ۲۰۱۱، نهمین ایالت پرجمعیت این کشور است. این ایالت از شمال شرقی با راجستان، از جنوب با دادرا و نگر حویلی و دامان و دیو، از جنوب شرقی با مهاراشترا، از شرق با مادیا پرادش و از غرب با دریای عرب و استان سند پاکستان هم‌مرز است. پایتخت گجرات گاندی‌نگر است، در حالی که بزرگ‌ترین شهر آن احمدآباد است.
مردم گجراتی بومی این ایالت هستند و زبان آنها، زبان گجراتی، زبان رسمی ایالت است.
گجرات صنعتی‌ترین منطقه در کشور بزرگ هند محسوب می‌شود: ۱۹٫۸ درصد کل تولیدات صنعتی هند از این ایالت است. همچنین ۱۰ درصد محصولات معدنی، ۲۰ درصد صادرات، ۲۵ درصد تولید منسوجات، ۴۰ درصد تولیدات دارویی، ۴۷ درصد تولیدات پتروشیمی از این ایالت است.
مرکز ایالت گجرات شهر گاندی‌نگر است. این شهر با طرح و برنامه‌ریزی شهری ساخته‌شده است. مرکز پیشین ایالات یعنی احمدآباد که هنوز مرکز تجاری گجرات بشمار می‌آید نزدیک به گاندی‌نگر است. گجرات یکی از مراکز مهم زرتشتیان یا پارسیان هند است.
از مهم‌ترین مراکز سیاسی این ایالت «حزب کارگران لکجرات» است. این حزب توسط حسین گداری و علی وحیدی تأسیس شده که خود از پارسیان (زرتشتیان هند) هستند. عمده طرفداران این حزب را کارگران تهی‌دست، روستایی‌ها و مهاجرین آفریقایی تشکیل می‌دهند.
ایالت گجرات شامل ۲۳ مکان باستانی از تمدن دره سند است (بیشتر از هر ایالت دیگر). مهم‌ترین این مکان‌ها عبارتند از لوتال (اولین حوضچه خشک جهان)، دولاویرا (پنجمین مکان بزرگ) و گوله دورو (که در آن ۵ مهر غیرمعمول پیدا شد). اعتقاد بر این است که لوتال یکی از اولین بندرهای دریایی جهان بوده است. شهرهای ساحلی گجرات، عمدتاً بهاروچ و خامبهات، به عنوان بندرها و مراکز تجاری در امپراتوری‌های مائوریا و امپراتوری گوپتا و در طول جانشینی سلسله‌های سلطنتی سکا در دوران ساتراپ‌های باختری خدمت می‌کردند. گجرات به همراه بیهار، میزورام و ناگالند یکی از چهار ایالت هند است که فروش الکل در آن ممنوع است. پارک ملی جنگل گیر در گجرات تنها زیستگاه وحشی شیر ایرانی در جهان است.
اقتصاد گجرات چهارمین اقتصاد بزرگ در هند است، با تولید ناخالص داخلی ایالتی (GSDP) به مبلغ ۱۶٫۵۵ تریلیون روپیه هند (معادل ۱۹ تریلیون روپیه یا ۲۲۰ میلیارد دلار آمریکا در سال ۲۰۲۳) و دهمین GSDP سرانه کشور را به مبلغ ۲۱۵۰۰۰ روپیه (۲۶۰۰ دلار آمریکا) دارد. گجرات بالاترین میزان صادرات را در بین تمام ایالت‌ها دارد و حدود یک سوم صادرات ملی را به خود اختصاص می‌دهد. این ایالت از نظر شاخص توسعه انسانی در رتبه بیست و یکم در بین ایالت‌ها و قلمروهای اتحادیه هند قرار دارد. گجرات یکی از صنعتی‌ترین ایالت‌ها محسوب می‌شود و نرخ بیکاری پایینی دارد، اما این ایالت در برخی شاخص‌های اجتماعی ضعیف عمل می‌کند و در مواقعی تحت تأثیر خشونت دینی قرار می‌گیرد.

## ریشه‌شناسی
نام گجرات از سلسله گورجارا-پراتیهارا گرفته شده است، که در قرن‌های ۸ و ۹ میلادی بر گجرات حکومت می‌کردند. بخش‌هایی از راجستان و گجرات امروزی قرن‌ها قبل از دوره مغول به نام گوجرات یا گورجرابومی شناخته می‌شدند.

## تاریخ

### تاریخ باستانی
گجرات یکی از مناطق اصلی مرکزی تمدن دره سند بود که عمدتاً در پاکستان امروزی متمرکز است. این ایالت شامل شهرهای باستانی بزرگ از دره سند مانند لوتال، دولاویرا و گوله دورو است. شهر باستانی لوتال جایی بود که اولین بندر هند در آن تأسیس شد. شهر باستانی دولاویرا یکی از بزرگ‌ترین و برجسته‌ترین مکان‌های باستان‌شناسی در هند است که متعلق به تمدن دره سند است. جدیدترین کشف گوله دورو بود. در مجموع، حدود پنجاه ویرانه سکونت‌گاه دره سند در گجرات کشف شده است.
تاریخ باستانی گجرات با فعالیت‌های تجاری ساکنانش غنی شد. شواهد تاریخی روشنی از روابط تجاری و بازرگانی با مصر، بحرین و سومر در خلیج فارس در طول دوره زمانی ۱۰۰۰ تا ۷۵۰ قبل از میلاد وجود دارد. در این منطقه امپراتوری‌های مختلف هندی مانند امپراتوری مائوریا، ساتراپ‌های باختری، سلسله ساتاواهانا، امپراتوری گوپتا، سلسله چالوکیا، دودمان راشترکوته، امپراتوری پالا و امپراتوری سلسله گورجارا-پراتیهارا و همچنین میتراکاس و سپس سلسله چاولوکیا به قدرت رسیدند.
در اوایل تاریخ گجرات، شکوه امپراتوری چاندراگوپتا مائوریا را می‌بینیم که تعدادی از ایالت‌های قبلی را در گجرات امروزی فتح کرد. پوشیاگوپتا، یک وایشیا، توسط رژیم مائوریا به عنوان فرماندار سائوراشترا گمارده شد. او بر گیریناگار (جوناگاد امروزی) (۳۲۲ تا ۲۹۴ قبل از میلاد) حکومت کرد و سدی بر روی دریاچه سودارشان ساخت. امپراتور آشوکا، نوه چاندراگوپتا مائوریا، نه تنها دستور داد تا فرمان‌های او بر روی صخره در جوناگاد حک شود، بلکه از فرماندار توشرپا خواست تا کانال‌هایی را از دریاچه‌ای که یک فرماندار هندی قبلاً سدی ساخته بود، حفر کند. بین زوال قدرت مائوریا و قرار گرفتن سائوراشترا تحت نفوذ سامپراتی مائوریاهای اوجائین، شکست یونانی-هندی در گجرات از دمتریوس رخ داد. در نسخه‌های خطی قرن شانزدهم، داستانی ساختگی از یک تاجر شاه گُندُفَر وجود دارد که با توما، حواری عیسی، در گجرات فرود آمده است. حادثه جام‌بری که توسط یک شیر تکه‌تکه شده است، ممکن است نشان دهد که شهر بندری توصیف شده در گجرات است.
برای نزدیک به ۳۰۰ سال از آغاز قرن اول میلادی، حاکمان سکا نقش برجسته‌ای در تاریخ گجرات ایفا کردند. سنگ هوازده در جوناگاد تصویری از فرمانروای رودردامن یکم (۱۰۰ میلادی) از ساتراپ‌های ساکا، که به ساتراپ‌های باختری یا کساتراپ‌ها معروف بودند، ارائه می‌دهد. رودردامن یکم سلسله کارداماکا را تأسیس کرد که از آنوپا در کرانه‌های نرمدا تا منطقه آپارانته در مرز پنجاب حکومت می‌کرد. در گجرات، چندین نبرد بین سلسله‌های هندی مانند سلسله ساتاواهانا و ساتراپ‌های غربی رخ داد. بزرگ‌ترین و قدرتمندترین حاکم دودمانساتاواهانا، گوتامی پوترا ساتاکارنی بود که ساتراپ‌های غربی را شکست داد و بخش‌هایی از گجرات را در قرن دوم میلادی فتح کرد.
سکه گوجوراهای ایالت سند، سلسله چاودا، حدود ۵۷۰–۷۱۲ پس از میلاد. نیم‌تنه سبک تاج‌گذاری شده به سبک ساسانی به سمت راست / محراب آتش با روبان و همراهان. ستاره و هلال در کنار شعله‌ها.
سلسله کساتراپا با فتح گجرات توسط چاندراگوپتا ویکرامادیتیا جای خود را به امپراتوری گوپتا داد. جانشین ویکرامادیتیا، اسکندگوپتا، کتیبه‌ای (۴۵۰ میلادی) بر روی صخره‌ای در جوناگاد به جا گذاشت که جزئیات تعمیرات فرماندار را بر روی خاکریز اطراف دریاچه سودارشان پس از آسیب دیدن در اثر سیل می‌دهد. مناطق Anarta و Saurashtra هر دو بخشی از امپراتوری گوپتا بودند. در اواسط قرن پنجم، امپراتوری گوپتا رو به زوال رفت. سناپتی باتارکا، سردار گوپتاها، از این موقعیت استفاده کرد و در سال ۴۷۰ چیزی را که به عنوان ایالت میتراکا شناخته می‌شد، تأسیس کرد. او پایتخت خود را از گرینگر به والابهی، نزدیک باونگر، در سواحل شرقی سائوراشترا منتقل کرد. میتراکاهای والابهی با حکومتشان بر بخش‌های وسیعی از گجرات و ملوا مجاور بسیار قدرتمند شدند. دانشگاهی توسط میتراکاها تأسیس شد که به خاطر فعالیت‌های علمی‌اش در دور و نزدیک شناخته شد و با دانشگاه مشهور نالاندا مقایسه شد. در زمان حکومت Dhruvasena Maitrak بود که شوان‌زانگ، فیلسوف-مسافر چینی، در سال ۶۴۰ در امتداد جاده ابریشم از آنجا بازدید کرد.
گجرات برای یونانیان باستان شناخته شده بود و از طریق پایان قرون وسطی اروپا با سایر مراکز تمدن غربی آشنا بود. قدیمی‌ترین سابقه مکتوب از تاریخ ۲۰۰۰ ساله دریایی گجرات در کتابی یونانی با عنوان رهنامه دریای اریتره ثبت شده است: سفر و تجارت در اقیانوس هند توسط یک تاجر قرن اول.

## سده‌های میانه
در اوایل قرن هشتم، اعراب خلافت اموی امپراتوری را به نام دین نوظهور اسلام تأسیس کردند که از اسپانیا در غرب تا افغانستان و پاکستان امروزی در شرق امتداد داشت. جُنید، جانشین محمد بن قاسم ثقفی، سرانجام مقاومت هندوها را در سند سرکوب کرد و پایگاهی امن ایجاد نمود. حاکمان عرب سعی کردند امپراتوری خود را به سمت جنوب شرقی گسترش دهند، که در نهایت منجر به نبردهای خلافت اسلامی در هند در سال ۷۳۰ شد. آنها شکست خوردند و احتمالاً توسط ائتلافی از حاکمان هندی، ناگابهاتا اول از سلسله سلسله گورجارا-پراتیهارا، ویکرامادیتیا دوم از سلسله چالوکیا و باپا راوال از سلسله گوهیلا، به غرب رودخانه سند رانده شدند. پس از این پیروزی، مهاجمان عرب از گجرات بیرون رانده شدند. سپهدار پولاکشین، شاهزاده چالوکیا از لاته، به خاطر پیروزی‌اش در نبرد نوساری، که در آن نیروهای عرب شکست سختی را متحمل شدند، لقب Avanijanashraya (پناهگاه مردم زمین) و افتخار «دافع غیرقابل دفع» را از امپراتور چالوکیا ویکرامادیتیا دوم دریافت کرد.
در اواخر قرن هشتم، دوره مثلث قنوج آغاز شد. سه سلسله بزرگ هندی - سلسله گورجارا-پراتیهارا در شمال غربی هند، دودمان راشترکوته در جنوب هند و امپراتوری پالا در شرق هند - از قرن هشتم تا دهم بر هند تسلط داشتند. در این دوره، بخش شمالی گجرات توسط سلسله گورجارا-پراتیهارا در شمال هند و بخش جنوبی گجرات توسط دودمان راشترکوته در جنوب هند اداره می‌شد.[۴۲] با این حال، اولین سوابق کتیبه‌ای گورجارهای بهاروچ تأیید می‌کند که دودمان سلطنتی سلسله گورجارا-پراتیهارا دادا اول، دوم و سوم (۷۵۰–۶۵۰) بر جنوب گجرات حکومت می‌کردند. گجرات جنوبی توسط دودمان راشترکوته هند اداره می‌شد تا اینکه توسط تایلاپا دوم، حاکم هندی امپراتوری چالوکیای غربی تصرف شد.
زرتشتیان از ایران بزرگ در قرن هشتم یا دهم به مرزهای غربی هند (گجرات و ایالت سند) مهاجرت کردند، تا از آزار زرتشتیان توسط مهاجمان مسلمان که در حال فتح ایران بودند، دوری کنند. نوادگان این پناهندگان زرتشتی به پارسیان هند معروف شدند.
متعاقباً، لاته در جنوب گجرات توسط دودمان راشترکوته اداره می‌شد تا اینکه توسط تایلاپا دوم، حاکم چالوکیای غربی، تصرف شد.
سلسله چاولوکیا از حدود ۹۶۰ تا ۱۲۴۳ بر گجرات حکومت کرد. گجرات مرکز اصلی تجارت اقیانوس هند بود و پایتخت آنها در انهیل‌واره (پتان) یکی از بزرگ‌ترین شهرهای هند بود که جمعیت آن در سال ۱۰۰۰، ۱۰۰۰۰۰ نفر تخمین زده می‌شد. پس از سال ۱۲۴۳، سولانکی‌ها کنترل گجرات را به فئودال‌های خود از دست دادند که در میان آنها روسای واگلا از دهولکا بر گجرات مسلط شدند. در سال ۱۲۹۲، واگلاها به خراجگزاران سلسله یاداوا دواگیری در دکن تبدیل شدند. کاراندف از سلسله واگلا آخرین حاکم هندو گجرات بود. او در سال ۱۲۹۷ توسط نیروهای برتر علاءالدین خلجی از دهلی شکست خورد و سرنگون شد. با شکست او، گجرات بخشی از سلطان‌نشین دهلی شد و حکومت راجپوت‌ها بر گجرات هرگز احیا نشد.
قطعاتی از پنبه چاپ شده از گجرات در مصر کشف شده است که گواهی بر تجارت قرون وسطایی در غرب اقیانوس هند است. این قطعات نشان دهنده پنبه هندی است که در مصر در دوره‌های فاطمی، ایوبیان و سلطنت ممالیک، از قرن دهم تا شانزدهم معامله می‌شد. پنبه مشابهی نیز تا شرق اندونزی معامله می‌شد.

## مسلمانان

### فتوحات اسلامی، ۱۱۹۷–۱۶۱۴
پس از اینکه غوریان موقعیت برتری مسلمانان را در شمال هند به دست آوردند، قطب‌الدین ایبک در سال ۱۱۹۷ تلاش کرد گجرات را فتح کند و آن را به امپراتوری خود ضمیمه کند، اما در جاه‌طلبی‌های خود شکست خورد. یک جامعه مسلمان مستقل به مدت صد سال بعد در گجرات به شکوفایی خود ادامه داد و بازرگانان عرب در امتداد سواحل غربی مستقر شدند. از سال ۱۲۹۷ تا ۱۳۰۰، علاءالدین خلجی، سلطان ترک-افغان دهلی، کلان‌شهر هندو انهیل‌واره را ویران کرد و گجرات را به سلطان‌نشین دهلی ضمیمه کرد. پس از اینکه تیمور در پایان قرن چهاردهم به دهلی حمله کرد و سلطان‌نشین را تضعیف نمود، ظفر خان مظفر (مظفر شاه اول)، فرماندار مسلمان ختری گجرات، استقلال خود را اعلام کرد و پسرش، سلطان احمدشاه (حکومت ۱۴۴۲–۱۴۱۱)، احمدآباد را به عنوان پایتخت تأسیس کرد. خامبهات به عنوان مهم‌ترین بندر تجاری گجرات، جای بهاروچ را گرفت. روابط گجرات با مصر، که در آن زمان قدرت برتر عرب در خاورمیانه بود، در طول قرن بعد دوستانه باقی ماند و بدرالدین دمامینی، محقق مصری، چندین سال را در گجرات در سایه سلطان گذراند و سپس به سلطان‌نشین بهمنی در فلات دکن رفت.
شاه عالم، یک صوفی مشهور از فرقه چشتیه که از نوادگان مخدوم جهانیان جهانگشت از بخارا بود، به زودی در گروهی وارد شد که شامل ابن سوید، متکلم عرب، چندین عضو صوفی سادات از خانواده آیداروس تریم در یمن، مترجم دربار ایبری، علی الاندلسی از گرانادا، و فقیه عرب، بهرق از حضرموت که به عنوان معلم شاهزاده منصوب شد، بودند. از جمله نام‌های برجسته‌ای که در زمان سلطنت محمود بگدا وارد شدند، می‌توان به فیلسوف حبیب‌الله شاه میر از شیراز و روشنفکر ادیب ابوفضل غزنوی از ایران اشاره کرد که به ابوالفضل علامی، نویسنده اکبرنامه، آموزش داد و او را به فرزندی پذیرفت. بعدها، اتحاد نزدیکی بین ترک‌های عثمانی و سلاطین گجراتی برای محافظت مؤثر از جده و تجارت دریای سرخ در برابر امپریالیسم پرتغالی‌ها، باعث وجود نخبگان قدرتمند رومی در داخل پادشاهی شد که سمت وزیر را در گجرات به عهده گرفتند و مشتاق حفظ روابط با امپراتوری عثمانی بودند.
همایون نیز در سال ۱۵۳۶ برای مدت کوتاهی استان را اشغال کرد، اما به دلیل تهدید بهادرشاه گجراتی، پادشاه گجرات، فرار کرد. سلطان‌نشین گجرات تا سال ۱۵۷۲ مستقل باقی ماند، تا اینکه امپراتور مغول، اکبر کبیر، آن را فتح کرد و به امپراتوری گورکانی ضمیمه کرد.
بندر سورت (تنها بندر هند رو به غرب) در دوران حکومت مغول به بندر اصلی هند تبدیل شد و شهرت بین‌المللی گسترده‌ای به دست آورد. شهر سورت که به خاطر صادرات ابریشم و الماس مشهور بود، با شهرهای تجاری بزرگ اروپا و آسیا، ونیز و پکن معاصر برابری می‌کرد و لقب برجسته باب‌المکه (دروازه مکه) را به خود اختصاص داد.
محمد غوث که جذب باززایی مذهبی شده بود که در زمان اکبر در حال وقوع بود، به گجرات نقل مکان کرد و مراکز معنوی را برای فرقه صوفی شطاریه از ایران تأسیس کرد، مسجد «یک توده» را تأسیس کرد و مریدانی مانند وجیه‌الدین علوی از احمدآباد که بسیاری از جانشینان او در اوج سلسله عادل‌شاهیان به بیجاپور نقل مکان کردند، تربیت کرد. در همان زمان، آذر کیوان، کاهن اعظم زرتشتی که اهل فارس بود، به گجرات مهاجرت کرد و مکتب زرتشتی اشراقیون را تأسیس کرد که تحسین‌کنندگان کلیدی مسلمان شیعه احیای فلسفی صفویه را از اصفهان جذب کرد.
ابن بطوطه، ماجراجوی عربی مغربی اوایل قرن چهاردهم، که با همراهانش به هند سفر کرد، در خاطرات خود دربارهٔ کمبای، یکی از بازارهای بزرگ اقیانوس هند، به یاد می‌آورد که:
کمبای یکی از زیباترین شهرها از نظر معماری هنری خانه‌ها و ساخت مساجد آن است. دلیلش این است که اکثر ساکنان آن تاجران خارجی هستند که دائماً خانه‌های زیبا و مساجد شگفت‌انگیز خود را می‌سازند - دستاوردی که در آن تلاش می‌کنند از یکدیگر پیشی بگیرند.
بسیاری از این «تاجران خارجی» بازدیدکنندگان موقتی بودند، مردانی از بندرها عربستان جنوبی و خلیج فارس که همراه با فصول بادهای موسمی به داخل و خارج کمبای مهاجرت می‌کردند. اما برخی دیگر مردانی با نام‌های خانوادگی عرب یا فارسی بودند که خانواده‌هایشان نسل‌ها، حتی قرن‌ها پیش در این شهر ساکن شده بودند، با زنان گجراتی ازدواج کرده بودند و آداب و رسوم روزمره سرزمین هندو را جذب کرده بودند.
عصر اکتشاف طلوع سفرهای پیشگام پرتغالی‌ها و اسپانیایی‌ها در مسافت‌های طولانی را در جستجوی مسیرهای تجاری جایگزین به «هند شرقی» به دنبال داشت که با تجارت طلا، نقره و ادویه حرکت می‌کرد. در سال ۱۴۹۷، گفته می‌شود که واسکو دو گاما، کاشف پرتغالی، مسیر دریایی اروپا به هند را کشف کرد که به لطف ملوان کچی «کَنجی مالام»، که مسیر را از سواحل شرق آفریقا به او نشان داد، مسیر تاریخ را تغییر داد. موزامبیک به سمت کالیکوت در نزدیکی ساحل مالابار در هند حرکت می‌کند. بعدها، سلطان‌نشین گجرات با ناوگان دریایی عثمانی‌ها و مملوک‌های مصری به رهبری فرمانداران کل مالک عیاض و امیر حسین الکردی متحد شد و پرتغالی‌ها را در نبرد چائول در سال ۱۵۰۸ شکست داد که منجر به اولین شکست پرتغالی‌ها در دریا در اقیانوس هند شد.
از نظر ناظران اروپایی قرن شانزدهم، گجرات کشوری بسیار ثروتمند بود. درآمد گمرکی گجرات به تنهایی در اوایل دهه ۱۵۷۰ تقریباً سه برابر کل درآمد کل امپراتوری پرتغال در آسیا در سال‌های ۱۵۸۶–۸۷ بود، زمانی که در اوج خود بود. در واقع، هنگامی که بریتانیایی‌ها به سواحل گجرات رسیدند، خانه‌ها در سورت قبلاً پنجره‌هایی از شیشه ونیز داشتند که از قسطنطنیه از طریق امپراتوری عثمانی وارد می‌شد. در سال ۱۵۱۴، دوآرته باربوسا، کاشف پرتغالی، فضای جهان وطنی رندر را که در غیر این صورت به عنوان شهر مساجد در استان سورت شناخته می‌شود، توصیف کرد که شهرت و اعتبار علمای برجسته اسلامی، صوفیان، بازرگانان و روشنفکران را از سراسر جهان به دست آورد:
رانل (رندر) شهر خوبی از موروها است که از خانه‌ها و میدان‌های بسیار زیبا ساخته شده است. این مکان غنی و دلپذیری است… مورهای شهر با مالاکا، بنگال، تاواسری (تاناسریم)، پگو، مارتابان و سوماترا در انواع ادویه‌ها، داروها، ابریشم، مشک، بنزوئین و چینی تجارت می‌کنند. آنها کشتی‌های بسیار بزرگ و خوبی دارند و کسانی که مایل به خرید کالاهای چینی هستند، آنها را در آنجا به‌طور کامل پیدا خواهند کرد. موروهای این مکان سفیدپوست و خوش‌پوش و بسیار ثروتمند هستند، همسران زیبایی دارند و در اثاثیه این خانه‌ها گلدان‌های چینی از انواع مختلف وجود دارد که در کمدهای شیشه‌ای مرتب شده‌اند. زنان آنها مانند سایر موروها منزوی نیستند، بلکه در طول روز به شهر می‌روند و مانند سایر نقاط با چهره‌های بدون پوشش به کار خود می‌پردازند.
فتح پادشاهی گجرات رویداد مهمی در دوران سلطنت اکبر بود. این منطقه که دروازه اصلی تجارت و بندر خروج کشتی‌های زیارتی به مکه بود، به امپراتوری گورکانی دسترسی آزاد به دریای عرب و کنترل تجارت غنی که از بندرها آن می‌گذشت، داد. قلمرو و درآمد امپراتوری به شدت افزایش یافت.

## سلطان‌نشین گجرات و بازرگانان
بخش اعظم دو قرن، سلطنت مستقل ختری گجرات به دلیل ثروت و رفاه خود، مورد توجه همسایگانش بود، ثروت و رفاهی که مدت‌ها بود تاجر گجراتی را به چهره‌ای آشنا در بندرها اقیانوس هند تبدیل کرده بود. گجراتی‌ها، از جمله هندوها و مسلمانان و همچنین طبقه کارآفرین پارسیان هند از زرتشتیان، قرن‌ها در سازماندهی تجارت خارج از کشور تخصص داشتند و به شاخه‌های مختلف تجارت مانند تجارت کالا، کارگزار، صراف، وام و بانک روی آورده بودند.
در قرن هفدهم، یهودیان چاوزه و یهودیان بغدادی در جهان اجتماعی استان سورت جذب شده بودند. بعدها نوادگان آنها ساسون‌های بمبئی و ازراهای کلکته و دیگر شخصیت‌های بانفوذ هندی-یهودی را به وجود آوردند که به ایفای نقش بشردوستانه در توسعه تجاری مستعمره سلطنتی بریتانیا در قرن نوزدهم در شانگهای پرداختند. به رهبری خوجه، مستعلیه، بهتیا شه‌بندرها و ناخداهای موری که بر دریانوردی و کشتیرانی تسلط داشتند، معاملات گجرات با دنیای خارج، میراثی از یک امپراتوری بین‌المللی فرا-اقیانوسی ایجاد کرده بود که دارای یک شبکه تجاری گسترده از نمایندگان دائمی مستقر در تمام شهرهای بندری بزرگ در سراسر اقیانوس هند بود. این شبکه‌ها تا فیلیپین در شرق، شرق آفریقا در غرب و از طریق مسیر کاروان دریایی و داخلی به روسیه در شمال گسترش یافت.
تومه پیرس، یک مقام پرتغالی در مالاکا، در مورد شرایط در زمان سلطنت محمود اول و مظفر دوم نوشت:
«کمبای دو بازو دراز می‌کند؛ با دست راستش به سمت عدن و با دست دیگر به سمت مالاکا می‌رسد.»
او همچنین تجارت فعال گجرات را با گوا، فلات دکن و مالابار توصیف کرد. معاصر او، دوآرته باربوسا، با توصیف تجارت دریایی گجرات، واردات اسب از خاورمیانه و فیل از مالابار را ثبت کرد و صادراتی را فهرست می‌کند که شامل پارچه‌های کتانی، چیت و ابریشم، عقیق، زنجبیل و سایر ادویه‌ها، مواد معطر، تریاک، نیل و مواد دیگر برای رنگرزی، غلات و حبوبات می‌شد. ایران مقصد بسیاری از این کالاها بود و تا حدی با اسب و مروارید گرفته شده از جزیره هرمز پرداخت می‌شد. به گفته علی محمد خان، نویسنده مرآت احمدی، این مورد اخیر، به ویژه، باعث شد سلطان سکندر لودی از دهلی شکایت کند که:
تکیه‌گاه تاج و تخت دهلی گندم و جو است اما پایه قلمرو گجرات مرجان و مروارید است.
از این رو، سلاطین گجرات ابزار کافی برای حمایت سخاوتمندانه از دین و هنر، ساخت مدرسه‌ها و خانقاه‌ها و فراهم کردن امکانات برای ادیبان، عمدتاً شاعران و مورخان، که حضور و ستایششان شهرت سلسله را افزایش می‌داد، در اختیار داشتند.
حتی در زمان سفر تومه پیرس به هند شرقی در اوایل قرن شانزدهم، بازرگانان گجراتی به دلیل تیزبینی تجاری خود شهرت بین‌المللی کسب کرده بودند و این امر باعث تشویق سفر بازرگانانی از قاهره، ارمنستان، حبشه، خراسان، شیراز، ترکستان و گیلان از عدن و هرمز شد. پیرس در Suma Orientale خود اشاره کرد:
این [مردم] در دانش و معاملات کالا [مانند] ایتالیایی‌ها هستند… آنها مردانی هستند که تجارت را می‌فهمند. آنها چنان در صدا و هارمونی آن غرق شده‌اند که گجراتی‌ها می‌گویند هر تخلفی مربوط به کالا قابل بخشش است. گجراتی‌ها همه جا ساکن هستند. آنها برای برخی کار می‌کنند و دیگران برای دیگران. آنها در تجارت مردانی کوشا و سریع هستند. آنها حساب‌های خود را با انگشتان مانند ما و با نوشته‌های ما انجام می‌دهند.

## گجرات در زمان گورکانیان
گجرات یکی از دوازده صوبه اصلی (استان‌های سطح بالای امپراتوری) بود که توسط اکبر کبیر، امپراتور مغول (گورکانی)، تأسیس شد، با مرکزیت در احمدآباد، هم‌مرز با تهته (سند)، اجمیر، ملوا و بعداً صوبه احمدنگر.
اورنگ‌زیب، ششمین امپراتور مغول، در داهود گجرات به دنیا آمد. او سومین پسر و ششمین فرزند شاه جهان و ممتاز محل بود. در زمان تولد او، پدرش شاه جهان، صوبه‌دار (فرماندار) گجرات بود و پدربزرگش، جهانگیرشاه، امپراتور مغول بود. اورنگ زیب قبل از اینکه امپراتور شود، به عنوان بخشی از آموزش خود به عنوان صوبه‌دار گجرات منصوب شد و در احمدآباد مستقر شد.
اورنگ‌زیب عشق زیادی به زادگاهش داشت. در سال ۱۷۰۴، او نامه‌ای به پسر بزرگش، محمد اعظم شاه، نوشت و از او خواست که با مردم داهود مهربان و با ملاحظه باشد، زیرا آنجا زادگاه او بود. محمد اعظم در آن زمان صوبه‌دار (فرماندار) گجرات بود.
در نامه خود، اورنگ‌زیب نوشت:
«پسرم با رتبه والا، شهر داهود، یکی از وابستگان گجرات، زادگاه این گناهکار است. لطفاً توجه به ساکنان آن شهر را بر خود لازم بدانید.»

## امپراتوری مراتا
هنگامی که در اواسط قرن هفدهم شکاف‌هایی در بنای امپراتوری گورکانی ایجاد شد، مراتاها قدرت خود را در غرب تثبیت می‌کردند. شیواجی، حاکم بزرگ مراتا، دو بار در سال‌های ۱۶۶۴ و ۱۶۷۲ به سورات در جنوب گجرات حمله کرد. این حملات نشان‌دهنده ورود مراتاها به گجرات بود. با این حال، قبل از اینکه مراتاها به گجرات نفوذ کنند، اروپایی‌ها به رهبری پرتغالی‌ها و به دنبال آنها هلندی‌ها و انگلیسی‌ها حضور خود را احساس کرده بودند.
پیشواها بر بخش‌هایی از گجرات حاکمیت داشتند و از طریق نمایندگان خود مالیات و خراج جمع‌آوری می‌کردند. داماجی رائو گائکوَد و کادام بنده قلمرو پیشوا را بین خود تقسیم کردند، داماجی تسلط گائکوَد را بر گجرات برقرار کرد و وادودارا (امروزه وادودارا در جنوب گجرات) را پایتخت خود قرار داد. جنگ داخلی متعاقب آن در میان مراتاها به‌طور کامل توسط انگلیسی‌ها مورد سوء استفاده قرار گرفت، که در امور گائکوادها و پیشواها دخالت کردند.
در سائوراشترا، مانند جاهای دیگر، مراتاها با مقاومت مواجه شدند. زوال امپراتوری گورکانی به شکل‌گیری دولت‌های بزرگ پیرامونی در سائوراشترا، از جمله جوناگاد، جام‌نگر، باونگر و چند منطقه دیگر کمک کرد که تا حد زیادی در برابر تهاجمات مراتا مقاومت کردند.

## استعمار اروپا، ۱۹۴۷–۱۶۱۴
در دهه ۱۶۰۰، هلندی‌ها، فرانسوی‌ها، انگلیسی‌ها و پرتغالی‌ها همگی پایگاه‌هایی را در امتداد سواحل غربی منطقه ایجاد کردند. پرتغال اولین قدرت اروپایی بود که وارد گجرات شد و پس از نبرد دیو، چندین منطقه را در امتداد سواحل گجرات، از جمله دامان و دیو و همچنین دادرا و نگر حویلی به دست آورد. این مناطق بیش از ۴۵۰ سال توسط هند پرتغالی تحت یک اتحادیه واحد اداره می‌شدند تا اینکه بعداً در ۱۹ دسامبر ۱۹۶۱ توسط فتوحات نظامی در جمهوری هند ادغام شدند.
کمپانی هند شرقی بریتانیا در سال ۱۶۱۴ پس از امضای توافقنامه تجاری با نورالدین سلیم جهانگیرشاه، امپراتور مغول، یک کارخانه (منطقه بازرگانی) در سورت تأسیس کرد که اولین پایگاه آنها در هند بود، اما پس از دریافت انگلیسی‌ها از پرتغال در سال ۱۶۶۸، این کارخانه تحت الشعاع بمبئی قرار گرفت. به عنوان بخشی از پیمان ازدواج چارلز دوم انگلستان و کاترین براگانسا، دختر پادشاه جان چهارم پرتغال. این ایالت یکی از اولین نقاط تماس با غرب بود و اولین مرکز تجاری بریتانیا در هند در گجرات بود.
فرانسوا پیرارد د لاوال، کاشف فرانسوی قرن هفدهم، که به خاطر اقامت ۱۰ ساله‌اش در جنوب آسیا به یاد می‌آید، در روایت خود گواهی می‌دهد که گجراتی‌ها همیشه آماده بودند تا از پرتغالی‌ها مهارت‌های فنی بیاموزند و به نوبه خود مهارت‌هایی را به پرتغالی‌ها منتقل کنند:
«من هرگز مردمانی به باهوشی و با فرهنگی این هندی‌ها ندیده‌ام. آنها برخلاف تصور ما، هیچ رفتار خشن و غیرمتمدنانه‌ای ندارند. گرچه تمایلی به پذیرش آداب و رسوم پرتغالی‌ها ندارند، اما همواره مشتاق یادگیری و آموختن صنایع و مهارت‌های آنها هستند. در واقع، پرتغالی‌ها چیزهای بیشتری از هندی‌ها یادمی‌گیرند تا برعکس.»
بعدها در قرن هفدهم، گجرات تحت کنترل امپراتوری هندو مراتا قرار گرفت که با شکست مغول‌های مسلمان که بر سیاست هند تسلط داشتند، ظهور کرد. مهم‌تر از همه، از سال ۱۷۰۵ تا ۱۷۱۶، سناپاتی خاندرائو دابهده رهبری نیروهای امپراتوری مراتا را در بارودا بر عهده داشت. پیلاجی گائِکوَد، اولین حاکم دودمان گائِکوَد، کنترل بارودا و سایر نقاط گجرات را برقرار کرد.
کمپانی هند شرقی بریتانیا در طول جنگ دوم انگلیس و مراتا در سال‌های ۱۸۰۲–۱۸۰۳ کنترل بخش عمده‌ای از گجرات را از مراتاها گرفت. بسیاری از حاکمان محلی، به ویژه مهاراجه‌های گائِکوَد مراتا از بارودا (وادودارا)، صلح جداگانه‌ای با بریتانیا برقرار کردند و در ازای حفظ خودمختاری محلی، حاکمیت بریتانیا را به رسمیت شناختند.
در سال ۱۸۱۲، یک بیماری همه‌گیر نیمی از جمعیت گجرات را کشت.
گجرات تحت حاکمیت سیاسی ریاست بمبئی قرار گرفت، به استثنای ایالت بارودا که رابطه مستقیمی با فرماندار کل هند داشت. از سال ۱۸۱۸ تا ۱۹۴۷، بیشتر گجرات امروزی، از جمله کاتیاوار، کوچ و شمال و شرق گجرات به صدها ایالت سلطنتی تقسیم شدند، اما چندین ناحیه در مرکز و جنوب گجرات، یعنی احمدآباد، بروچ (بهاروچ)، کایرا (کهدا)، پنج‌محل و سورت، مستقیماً توسط مقامات بریتانیا اداره می‌شدند. در سال ۱۸۱۹، سهاجنند سوامی اولین معبد سوامینارایان جهان را در کلاپور، احمدآباد تأسیس کرد.
پس از استقلال:
در ابتدا بر سر اینکه آیا جوناگاد به هند می‌پیوندد یا پاکستان، سردرگمی وجود داشت. این موضوع در سال ۱۹۴۷ با همه‌پرسی برای اتحاد کامل با هند در سال بعد حل شد. [۹۹]
پس از استقلال هند و تقسیم هند در سال ۱۹۴۷، دولت جدید هند ایالت‌های سلطنتی سابق گجرات را در سه واحد بزرگتر گروه‌بندی کرد. سائوراشترا که شامل ایالت‌های سلطنتی سابق در شبه جزیره کاتیاوار، کوتچ و ایالت بمبئی بود، که شامل مناطق سابق بریتانیا در ریاست بمبئی به همراه بیشتر ایالت بارودا و دیگر ایالت‌های سلطنتی سابق شرق گجرات بود. ایالت بمبئی برای شامل شدن کوتچ، سائوراشترا (کاتیاوار) و بخش‌هایی از ایالت حیدرآباد و مادیا پرادش در مرکز هند گسترش یافت. ایالت جدید بیشتر گجراتی زبان در شمال و مراتی زبان در جنوب داشت. آشفتگی ملی‌گرایان گجراتی، جنبش Mahagujarat، و ملی‌گرایان مراتی، Samyukta Maharashtra، برای ایالت‌های خود منجر به تقسیم ایالت بمبئی بر اساس خطوط زبانی شد. در ۱ مه ۱۹۶۰، به ایالت‌های جدید گجرات و مهاراشترا تبدیل شد. در شورش‌های ۱۹۶۹، حداقل ۶۶۰ نفر جان خود را از دست دادند و اموالی به ارزش میلیون‌ها دلار تخریب شد. [۱۰۰][۱۰۱]
اولین پایتخت گجرات احمدآباد بود. پایتخت گجرات در سال ۱۹۷۰ به گاندی‌نگر منتقل شد. Nav Nirman Andolan یک جنبش اجتماعی-سیاسی در سال ۱۹۷۴ بود. این یک جنبش دانشجویی و طبقه متوسط مردم علیه بحران اقتصادی و فساد در زندگی عمومی بود. این اولین و آخرین اعتصاب موفقیت‌آمیز پس از استقلال هند بود که یک دولت منتخب را برکنار کرد.
گجرات به یک قطب صنعتی مهم در هند تبدیل شده است. در غرب هند، سورت یکی از قوی‌ترین خوشه‌های صنعتی در دهه ۱۹۷۰ بود. بین سال‌های ۱۹۷۱ و ۱۹۸۱، برش الماس به عنوان صنعت در سورت تأسیس شد. در همان زمان، تولید ابریشم مصنوعی و یک صنعت پتروشیمی قابل توجه در سورت به یک امر ثابت تبدیل شد.
شکست سد موروی در سال ۱۹۷۹ منجر به مرگ هزاران نفر و خسارات اقتصادی زیادی شد. در دهه ۱۹۸۰، یک سیاست رزرواسیون در این کشور معرفی شد که منجر به اعتراضات ضد رزرو در سال‌های ۱۹۸۱ و ۱۹۸۵ شد. این اعتراضات شاهد درگیری‌های خشونت‌آمیز بین مردم متعلق به کاست‌های مختلف بود.
زمین‌لرزه ۲۰۰۱ گجرات در حدود ۹ کیلومتری جنوب غربی روستای چوباری در تالوک باچاو در منطقه کوچ رخ داد. این زلزله با بزرگی ۷٫۷ ریشتر جان حدود ۲۰۰۰۰ نفر (از جمله حداقل ۱۸ نفر در جنوب شرقی پاکستان) را گرفت، ۱۶۷۰۰۰ نفر دیگر را مجروح کرد و نزدیک به ۴۰۰۰۰۰ خانه را ویران کرد.
در فوریه ۲۰۰۲، آتش گرفتن قطار گودرا منجر به شورش‌های سراسری در ایالت شد که منجر به کشته شدن ۱۰۴۴ نفر - ۷۹۰ مسلمان و ۲۵۴ هندو و صدها نفر مفقودالاثر شد که هنوز مفقود هستند. در سپتامبر ۲۰۰۲، معبد آکشاردام توسط دو تروریست مورد حمله قرار گرفت و ۳۲ نفر کشته و بیش از ۸۰ نفر دیگر زخمی شدند. گارد امنیت ملی برای پایان دادن به محاصره وارد عمل شد و هر دو تروریست را کشت. در ۲۶ ژوئیه ۲۰۰۸ یک سری هفده انفجار بمبی احمدآباد را لرزاند که منجر به کشته و زخمی شدن چندین نفر شد.

## جغرافیا
گجرات از شمال غربی با نواحی ترپارکر، بدین و تهته در استان سند پاکستان هم‌مرز است، از جنوب غربی به دریای عرب محدود می‌شود، از شمال شرقی با ایالت راجستان، از شرق با مادیا پرادش و از جنوب با مهاراشترا، قلمرو اتحادیه دادرا و نگر حویلی و دامان و دیو همسایه است. از نظر تاریخی، شمال به آنارتا، شبه جزیره کاتیاوار، «ساوراسترا» و جنوب به «لاته» شناخته می‌شد. گجرات همچنین با نام‌های Pratichya و Varuna شناخته می‌شد. دریای عرب ساحل غربی ایالت را تشکیل می‌دهد. گاندی‌نگر، پایتخت، یک شهر برنامه‌ریزی شده است. گجرات با مساحت ۱۹۶۰۳۰ کیلومتر مربع (۷۵۶۸۶ مایل مربع) دارای طولانی‌ترین خط ساحلی (۲۴٪ از ساحل دریای هند) ۱۶۰۰ کیلومتر (۹۹۰ مایل) است که دارای ۴۱ بندر است: یک بندر بزرگ، ۱۱ بندر متوسط و ۲۹ بندر کوچک.
نرمدا بزرگ‌ترین رودخانه در گجرات است و پس از آن رود تاپتی قرار دارد. رودخانه سابارماتی طولانی‌ترین مسیر را در این ایالت دارد. پروژه سردار سراوَر روی نرمادا، یکی از رودخانه‌های اصلی جنوب هند ساخته شده است، جایی که یکی از تنها سه رودخانه اصلی است که از شرق به غرب می‌رود – دو رودخانه دیگر تپی و ماهی هستند. طول آن در حدود ۱۳۱۲ کیلومتر (۸۱۵ مایل) است. چندین خاکریز ساحلی در رودخانه سابارماتی ساخته شده است.
مرزهای شرقی حاشیه کوه‌های کم ارتفاع هند، کوهستان آراوالی، گهات غربی، کوهستان ویندیا و سپوتارا هستند. به غیر از این، تپه‌های گیر، بارد، جسور و چوتیلا با هم اقلیت بزرگی از گجرات را تشکیل می‌دهند. گیرنار بلندترین قله و سپوتارا تنها ایستگاه تپه‌ای (تفرجگاه کوهستانی) در این ایالت است.

## رانِ کوچ
ران (રણ) در زبان گجراتی به معنای بیابان است. ران کوچ یک بیابان رسی شور است که به‌طور فصلی باتلاقی می‌شود و در منطقه زیست‌جغرافیایی بیابان تار بین استان سند پاکستان و بقیه ایالت گجرات قرار دارد. این بیابان از ۸ کیلومتری (۵ مایلی) روستای خره‌گودا در منطقه سورندرانگر شروع می‌شود.
جانوران ماقبل تاریخ:

پارک دایناسورها و فسیل‌های ایندرودا، گاندی‌نگر

در اوایل دهه ۱۹۸۰، دیرینه‌شناسان، محل جوجه‌آوری دایناسور و سنگواره دست‌کم ۱۳ گونه را در بالاسینور پیدا کردند. مهم‌ترین یافته، یک دایناسور گوشتخوار از تیره آبل‌خزندگان به نام Rajasaurus narmadensis بود که در دوره کرتاسه پسین زندگی می‌کرد. یک کشف قابل توجه در روستای Dholi Dungri، کشف Sanajeh indicus، یک مار ابتدایی madtsoiid بود که احتمالاً از تخم‌ها و جنین‌های دایناسور خزنده‌پایان تغذیه می‌کرد.

### گونه‌های موجود
بر اساس گزارش وضعیت جنگل‌های هند در سال ۲۰۱۱، ۹٫۷ درصد از کل مساحت جغرافیایی گجرات را پوشش جنگلی تشکیل می‌دهد. در میان مناطق، بخش دنگ بیشترین مساحت را تحت پوشش جنگلی دارد. گجرات دارای چهار پارک ملی و ۲۱ پناهگاه حیات وحش است. این ایالت تنها خانه شیرهای آسیایی است و در خارج از آفریقا، تنها زیستگاه طبیعی شیرها در حال حاضر است. پارک ملی جنگل گیر در قسمت جنوب غربی این ایالت، بخشی از زیستگاه شیرها را پوشش می‌دهد. به غیر از شیرها، پلنگ هندی نیز در این ایالت یافت می‌شود. آنها در دشت‌های وسیع سائوراشترا و کوه‌های جنوب گجرات پراکنده‌اند. سایر پارک‌های ملی عبارتند از پارک ملی Vansda، پارک ملی Blackbuck, Velavadar و پارک ملی دریایی Narara، خلیج Kutchh, Jamnagar. پناهگاه‌های حیات وحش عبارتند از پناهگاه حیات وحش الاغ وحشی، پناهگاه پرندگان Nal Sarovar، پناهگاه پرندگان Porbandar، پناهگاه حیات وحش بیابان کوتچ، پناهگاه کوچ Bustard، پناهگاه Narayan Sarovar، پناهگاه خرس تنبل جِسور، آنجل، بالارام-امباجی، باردا، جامبوگودا، خاودا، پانیا، پورنا، رامپورا، راتان محا و سورپانشوَر.
در فوریه ۲۰۱۹، یک ببر بنگال که ادعا می‌شد اهل Ratapani در مادیا پرادش است، در منطقه لوناوادا در منطقه Mahisagar، در قسمت شرقی ایالت مشاهده شد، قبل از اینکه در اواخر همان ماه پیدا شود. ماه، احتمالاً از گرسنگی مرده است.
جمعیت گجرات بر اساس داده‌های سرشماری سال ۲۰۱۱، ۶۰٬۴۳۹٬۶۹۲ نفر (۳۱٬۴۹۱٬۲۶۰ مرد و ۲۸٬۹۴۸٬۴۳۲ زن) بوده است.[۱۲۳] تراکم جمعیت ۳۰۸ نفر در هر کیلومتر مربع (۸۰۰ نفر در هر مایل مربع) است که کمتر از سایر ایالت‌های هند است. بر اساس سرشماری سال ۲۰۱۱، این ایالت به ازای هر ۱۰۰۰ مرد، ۹۱۸ زن دارد که یکی از پایین‌ترین (رتبه ۲۴) در بین ۲۹ ایالت هند است.
در حالی که گجراتی زبان‌ها اکثریت جمعیت گجرات را تشکیل می‌دهند، مناطق شهری احمدآباد، وادودارا و سورت جهان وطنی هستند و گروه‌های قومی و زبانی متعدد دیگری نیز در آن حضور دارند. مرواری‌ها اقلیت‌های بزرگی از مهاجران اقتصادی را تشکیل می‌دهند. جوامع کوچکتری از مردم سایر ایالت‌های هند نیز برای اشتغال به گجرات مهاجرت کرده‌اند. هندی‌های پرتغالی‌تبار، آنگلو-هندی، یهودیان و پارسیان هند نیز در این مناطق زندگی می‌کنند. حضور سندی‌ها به‌طور سنتی پس از تقسیم هند در سال ۱۹۴۷ در اینجا مهم است. کولی بزرگ‌ترین گروه کاست را تشکیل می‌دهد که شامل ۲۴٪ از کل جمعیت ایالت است.
بر اساس سرشماری سال ۲۰۱۱، ترکیب مذهبی در گجرات ۸۸٫۵۷٪ هندو، ۹٫۶۷٪ مسلمان، ۰٫۹۶٪ جین، ۰٫۵۲٪ مسیحی، ۰٫۱٪ سیک، ۰٫۰۵٪ بودایی و ۰٫۰۳٪ سایر ادیان بوده است. حدود ۰٫۱٪ هیچ دینی را ذکر نکردند. هندوئیسم دین اکثریت است و بیش از ۹۳٪ در مناطق روستایی پیرو دارد. مسلمانان بزرگ‌ترین اقلیت این ایالت هستند که ۹٫۷ درصد از جمعیت را تشکیل می‌دهند. گجرات پس از مهاراشترا و راجستان سومین جمعیت بزرگ جین‌ها را در هند دارد که تقریباً همه آنها در مناطق شهری مانند وادودارا، احمدآباد و سورت زندگی می‌کنند.
زبان گجراتی زبان رسمی ایالت است. ۸۶٪ از جمعیت ایالت یا ۵۲ میلیون نفر (از سال ۲۰۱۱) به‌طور بومی به آن صحبت می‌کنند. هندی دومین زبان بزرگ است که بیش از ۶٪ از جمعیت به آن صحبت می‌کنند. زبان مراتی نیز در مناطق شهری صحبت می‌شود.
مردم منطقه کوچ گجرات نیز به زبان مادری خود کوچی صحبت می‌کنند و تا حد زیادی سندی را نیز می‌فهمند. ممونی زبان مادری کاتیاوار و سندی ممون‌ها است که اکثر آنها مسلمان هستند.
تقریباً ۸۸ درصد از مسلمانان گجراتی به زبان گجراتی به عنوان زبان مادری خود صحبت می‌کنند، در حالی که ۱۲ درصد دیگر به زبان اردو صحبت می‌کنند. بخش قابل توجهی از مسلمانان گجراتی به این دو زبان دو زبانه هستند. مؤسسات دانشگاهی اسلامی (دارالعلوم) بر یادگیری زبان اردو و زبان عربی ارزش بالایی قائل هستند، به طوری که دانش‌آموزان قرآن و احادیث را حفظ می‌کنند و بر اهمیت شفاهی و ادبی تسلط بر این زبان‌ها به عنوان یک آیین واجب دین تأکید می‌کنند.
در مناطق روستایی در میان قبایل، گویش‌های مختلف بهیلی توسط حدود ۱٫۳۷ درصد از جمعیت صحبت می‌شود. در شمال شرقی، بهیلی صحبت می‌شود، در بخش مرکزی بهیلی، بهیلالی و واساوا صحبت می‌شود، در حالی که در جنوب شرقی، دانگی، وارلی چودری و دهودیا صحبت می‌شود که به زبان مراتی مربوط می‌شوند.
گذشته از این، انگلیسی، بنگالی، زبان کنادا، زبان مالایالم، زبان مارواری، زبان اوریه، زبان پنجابی، زبان تامیلی، زبان تلوگو و سایر زبان‌ها توسط تعداد قابل توجهی از مهاجران اقتصادی از سایر ایالت‌های هند که به دنبال شغل هستند صحبت می‌شود.
زبان‌هایی که در مدارس تحت فرمول سه زبانه تدریس می‌شوند عبارتند از:
- زبان اول: گجراتی/هندی/انگلیسی
- زبان دوم: گجراتی/انگلیسی
- زبان سوم: هندی

در دوران راج بریتانیا، کسب و کارهای گجراتی نقش مهمی در غنی‌سازی اقتصاد کراچی و بمبئی داشتند. تولیدات کشاورزی عمده این ایالت شامل پنبه، بادام زمینی، خرما، نیشکرها، شیر و فرآورده‌های لبنی است. فرآورده‌های صنعتی شامل سیمان و بنزین است. گجرات با ۳۳ درصد سهم در تولید دارو و ۲۸ درصد سهم در صادرات دارو، در رتبه اول صنعت داروسازی در هند قرار دارد. این ایالت ۱۳۰ مرکز تولید دارو با گواهی USFDA دارد. احمدآباد و وادودارا به عنوان قطب‌های دارویی در نظر گرفته می‌شوند، زیرا شرکت‌های داروسازی بزرگ و کوچک زیادی در این شهرها تأسیس شده‌اند.
گجرات طولانی‌ترین خط ساحلی را در هند دارد (۱۶۰۰ کیلومتر) و بندرها آن (هم بخش خصوصی و هم دولتی) حدود ۴۰ درصد از محموله‌های اقیانوسی هند را مدیریت می‌کنند. بندر موندرا که در خلیج کوچ واقع شده است، به دلیل موقعیت مطلوب آن در غربی‌ترین قسمت هند و نزدیکی به خطوط کشتیرانی جهانی، بزرگ‌ترین بندر هند از نظر جابجایی بار (۱۴۴ میلیون تن) است. گجرات همچنین حدود ۲۰ درصد سهم در تولید صنعتی و صادرات کالاهای هند دارد. بر اساس گزارش سال ۲۰۰۹ در مورد آزادی اقتصادی توسط مؤسسه کیتو، گجرات آزادترین ایالت هند است (دومی تامیل نادو است).[۱۴۴] ریلاینس اینداستریز پالایشگاه نفت را در جام‌نگر اداره می‌کند که بزرگ‌ترین پالایشگاه در جهان است. بزرگ‌ترین کشتی‌سازی جهان در گجرات، نزدیک باونگر در الانگ است. تنها پایانه بندر مایع شیمیایی هند در داهِج، توسط «شرکت پایانه بندر شیمی گجرات با مسئولیت محدود» توسعه یافته است. گجرات دارای دو تا از سه پایانه گاز طبیعی مایع در این کشور است (Dahej و Hazira). دو پایانه گاز طبیعی مایع دیگر در پیپاواو و موندرا پیشنهاد شده است.
۸۵ درصد از روستاهای گجرات از طریق جاده‌ها در همه فصول به هم متصل هستند. نزدیک به صد درصد از ۱۸ هزار روستای گجرات از طریق جیوتیگرام یوجانا به شبکه برق برای تأمین برق ۲۴ ساعته برای خانوارها و هشت ساعت برق برای مزارع متصل شده‌اند. از سال ۲۰۱۵، گجرات با سهم بیش از ۸ درصدی بازار ملی در تولید برق حرارتی مبتنی بر گاز، رتبه اول را در کشور دارد و در تولید برق هسته‌ای با سهم بیش از ۱ درصد از بازار ملی، رتبه دوم را در کشور دارد.
این ایالت در پنج سال گذشته ۱۲٫۸ درصد رشد کشاورزی را در مقایسه با میانگین ۲ درصدی کشور ثبت کرده است.
بر اساس گزارش بررسی دفتر کار Chandigarh در سال ۲۰۱۲، گجرات با ۱٪ کمترین نرخ بیکاری را در مقایسه با میانگین ۳٫۸٪ در سطح ملی داشت.
شاخص رفاه جهانی 2012 Legatum Institute گجرات را به عنوان یکی از دو ایالت با بالاترین امتیاز در بین تمام ایالت‌های هند در مورد سرمایه اجتماعی معرفی کرد. این ایالت در کنار آلمان در فهرست ۱۴۲ کشور جهان در رتبه پانزدهم قرار دارد: بالاتر از چندین کشور توسعه یافته.
بلندترین برج در گجرات، GIFT One در ۱۰ ژانویه ۲۰۱۳ افتتاح شد. یک برج دیگر به نام GIFT Two به پایان رسیده است و برج‌های بیشتری در دست ساخت است.

## رشد صنعتی
از شهرهای مهم گجرات می‌توان به احمدآباد، سورت، وادودارا، راجکوت، جام‌نگر و باونگر اشاره کرد. در سال ۲۰۱۰، فهرست فوربس از سریع‌ترین شهرهای در حال رشد جهان، احمدآباد را در رتبه سوم پس از چنگدو و چونگ‌چینگ از چین قرار داد. این ایالت سرشار از کلسیت، سنگ گچ، منگنز، زغال قهوه‌ای، بوکسیت، سنگ آهک، عقیق، فلدسپات و ماسه کوارتز است و استخراج موفقیت‌آمیز این مواد معدنی در مناطق مشخص شده آنها انجام می‌شود. جام‌نگر قطب تولید قطعات برنجی است. گجرات حدود ۹۸ درصد از خاکستر سودای مورد نیاز هند را تولید می‌کند و حدود ۷۸ درصد از نیاز ملی نمک را به کشور می‌دهد. این ایالت یکی از مرفه‌ترین ایالت‌های هند است که تولید ناخالص داخلی سرانه آن به‌طور قابل توجهی بالاتر از میانگین هند است. کالول، خامبات و Ankleshwar امروزه به خاطر تولید نفت و گاز طبیعی خود شناخته می‌شوند. Dhuvaran دارای یک نیروگاه حرارتی است که از زغال سنگ، نفت و گاز استفاده می‌کند. همچنین، در خلیج خامبات، ۵۰ کیلومتری (۳۱ مایلی) جنوب شرقی باونگر، Alang Ship Recycling Yard (بزرگ‌ترین در جهان) قرار دارد. MG Motor India خودروهای خود را در Halol نزدیک وادودارا تولید می‌کند، تاتا موتورز تاتا نانو را از Sanand در نزدیکی احمدآباد تولید می‌کند و کامیون‌های AMW در نزدیکی بوج ساخته می‌شوند. سورت، شهری در کنار خلیج خامبات، قطب تجارت جهانی الماس است. در سال ۲۰۰۳ میلادی، ۹۲ درصد از الماس‌های جهان در سورت تراش و صیقل داده شد. صنعت الماس ۵۰۰ هزار نفر را در گجرات استخدام می‌کند.
در اجلاس سرمایه‌گذاران با عنوان «اجلاس جهانی سرمایه‌گذاران پر جنب و جوش گجرات» که بین ۱۱ تا ۱۳ ژانویه ۲۰۱۵ در ماهاتما ماندیر، گاندی‌نگر برگزار شد، دولت ایالتی ۲۱۰۰۰ تفاهم‌نامه برای مناطق ویژه اقتصادی به ارزش ۲٫۵ میلیون کرور روپیه (مقیاس کوتاه) امضا کرد. [۱۵۸] با این حال، بیشتر سرمایه‌گذاری از سوی صنایع داخلی بود. در چهارمین اجلاس جهانی سرمایه‌گذاران پر جنب و جوش گجرات که در ژانویه ۲۰۰۹ در شهر علم، احمدآباد برگزار شد، ۶۰۰ نماینده خارجی حضور داشتند. در مجموع ۸۶۶۸ تفاهم‌نامه به ارزش ۱۲۵۰۰ میلیارد روپیه امضا شد که تخمین زده می‌شود ۲٫۵ میلیون فرصت شغلی جدید در این ایالت ایجاد کند. [۱۶۰] در سال ۲۰۱۱، تفاهم‌نامه‌های اجلاس جهانی سرمایه‌گذاران پر جنب و جوش گجرات به ارزش ۲۱ تریلیون روپیه (۴۶۳ میلیارد دلار آمریکا) امضا شد.
گجرات ایالتی با مازاد برق است. نیروگاه اتمی کاکراپار یک نیروگاه هسته‌ای است که توسط NPCIL اداره می‌شود و در نزدیکی شهر سورات قرار دارد. طبق منابع رسمی، در برابر تقاضای ۴۰۷۹۳ میلیون واحد در طول ۹ ماه از آوریل ۲۰۱۰، گجرات ۴۳۸۴۸ میلیون واحد تولید کرد. گجرات برق مازاد را به ۱۲ ایالت فروخت: راجستان، تامیل نادو، اوتار پرادش، مهاراشترا، آندرا پرادش، دهلی، هاریانا، کارناتاکا، چتیسگر، اوتاراکند، مادیا پرادش و بنگال غربی. تا آوریل ۲۰۲۲، حداکثر نیاز برق ایالت ۲۰۲۷۷ مگاوات است. کل ظرفیت تولید برق نصب شده ۴۴۱۲۷٫۴۳ مگاوات است. از این مقدار ۲۵۶۸۸٫۶۶ مگاوات به ظرفیت تولید برق حرارتی و ۱۷۸۷۹٫۷۷ مگاوات به ظرفیت تولید انرژی تجدیدپذیر تعلق دارد. مابقی ۵۵۹ مگاوات ظرفیت تولید برق هسته‌ای است. ظرفیت نصب شده انرژی‌های تجدیدپذیر شامل ۹۲۰۹ مگاوات انرژی بادی و ۷۱۸۰ مگاوات انرژی خورشیدی، تا مارس ۲۰۲۲ است.

## کشاورزی
کل مساحت جغرافیایی گجرات ۱۹۶۰۲۴۰۰ هکتار است که از این میزان ۱۰۶۳۰۷۰۰ هکتار را محصولات کشاورزی تشکیل می‌دهد. سه منبع اصلی رشد کشاورزی گجرات از تولید پنبه، رشد سریع غذاهای با ارزش بالا مانند دام، میوه و سبزیجات و از تولید گندم است که بین سال‌های ۲۰۰۰ تا ۲۰۰۸ میانگین نرخ رشد سالانه ۲۸ درصد را داشته است (بر اساس گزارش مؤسسه بین‌المللی تحقیقات سیاستگذاری غذا). سایر محصولات عمده عبارتند از باجرا، بادام زمینی، پنبه، برنج، ذرت، گندم، خردل، کنجد، نخود کبوتر، ماش سبز، نیشکر، انبه، موز، چیکو، لیموترش، گواوا، گوجه‌فرنگی، سیب‌زمینی، پیاز، زیره، سیر، اسفرزه و رازیانه. در حالی که، در سال‌های اخیر، گجرات شاهد رشد سالانه بالای ۹ درصدی در بخش کشاورزی بوده است، بقیه هند نرخ رشد سالانه حدود ۳ درصد را دارد.
گجرات تولیدکننده اصلی تنباکو، پنبه و بادام زمینی در هند است. از دیگر محصولات غذایی مهم این ایالت می‌توان به برنج، گندم، جوار، باجرا، ذرت، تور و نخود اشاره کرد. اقتصاد گجرات مبتنی بر کشاورزی است و بیش از نیمی از زمین‌های آن به کشت محصولات کشاورزی اختصاص دارد
دامداری و تولید لبنیات نقش مهمی در اقتصاد روستایی گجرات دارند. دامداری که عمدتاً به تولید شیر مربوط می‌شود، به صورت تعاونی اداره می‌شود و بیش از یک میلیون عضو دارد. گجرات بزرگ‌ترین تولیدکننده شیر در هند است. فدراسیون تعاونی شیر آمول در سراسر هند شناخته شده است و بزرگ‌ترین تولیدکننده لبنیات در آسیا است.
دام‌های پرورش یافته در گجرات شامل گاومیش و سایر گاوها، گوسفند و بز می‌شود. بر اساس نتایج سرشماری دام در سال ۱۹۹۷، ۲۰٫۹۷ میلیون راس دام در این ایالت وجود داشته است. در سال ۲۰۰۳–۲۰۰۲، گجرات ۶٫۰۹ میلیون تن شیر، ۳۸۵ میلیون تخم مرغ و ۲٫۷۱ میلیون کیلوگرم پشم تولید کرده است. گجرات همچنین به صنایع نساجی، نفت و صابون کمک می‌کند.
۷۰ درصد از مساحت گجرات دارای آب و هوای نیمه‌خشک تا خشک است، بنابراین تقاضای آب برای فعالیت‌های اقتصادی مختلف، فشار زیادی بر منابع آب وارد می‌کند. ۱۶ تا ۱۷ درصد از کل زمین‌های آبیاری شده توسط کانال‌های دولتی و ۸۳ تا ۸۴ درصد توسط چاه‌های لوله‌ای خصوصی و سایر چاه‌ها آبیاری می‌شوند که منبع اصلی آبیاری و تأمین آب برای مناطق کشاورزی هستند. در نتیجه، گجرات با مشکل کاهش آب‌های زیرزمینی مواجه شده است، به خصوص پس از افزایش تقاضا برای آب در دهه ۱۹۶۰. با افزایش دسترسی به برق در مناطق روستایی، استفاده از پمپ‌های برقی در دهه‌های ۱۹۸۰ و ۱۹۹۰ رایج‌تر شد. با این حال، هیئت برق گجرات به نرخ تعرفه‌های ثابت بر اساس قدرت پمپ‌ها روی آورد که دوباره آبیاری چاه‌های لوله‌ای را افزایش داد و استفاده از پمپ‌های برقی را کاهش داد. در دهه ۱۹۹۰، نرخ برداشت آب‌های زیرزمینی در بسیاری از مناطق از نرخ تغذیه آب‌های زیرزمینی بیشتر شد، در حالی که تنها ۳۷٫۵ درصد از کل مناطق دارای نرخ تغذیه «ایمن» هستند. حفظ آب‌های زیرزمینی و جلوگیری از اتلاف غیرضروری منابع آب موجود اکنون به یک چالش برای این ایالت تبدیل شده است.
پروژه سردار سروار، یک پروژه سد بحث‌برانگیز در دره نرمادا شامل شبکه‌ای از کانال‌ها، آبیاری را در منطقه به میزان قابل توجهی افزایش داده است. با این حال، تأثیر آن بر جوامعی که آواره شده‌اند، همچنان یک موضوع مورد بحث است. در سال ۲۰۱۲، گجرات آزمایشی را برای کاهش اتلاف آب به دلیل تبخیر در کانال‌ها و افزایش پایداری در منطقه با ساخت پنل‌های خورشیدی بر روی کانال‌ها آغاز کرد. در یک پروژه انرژی خورشیدی یک مگاواتی (MW) که در چاندراسان، گجرات راه‌اندازی شده است، از پنل‌های خورشیدی ثابت بر روی یک کانال آبیاری به طول ۷۵۰ متر استفاده می‌شود. برخلاف بسیاری از پروژه‌های انرژی خورشیدی، این پروژه زمین زیادی را اشغال نمی‌کند زیرا پنل‌ها روی کانال‌ها ساخته می‌شوند و نه روی زمین اضافی. این منجر به کاهش هزینه‌های اولیه می‌شود زیرا نیازی به تملک، پاکسازی یا اصلاح زمین برای نصب پنل‌ها نیست. پیش‌بینی می‌شود که پروژه چاندراسان سالانه ۹ میلیون لیتر آب صرفه‌جویی کند.
گجرات خانه مردم گجراتی است. گجرات همچنین زادگاه مهاتما گاندی، شخصیت جهانی شناخته شده برای مبارزه بدون خشونت علیه حکومت بریتانیا، و والابای پاتل، یکی از بنیانگذاران جمهوری هند، بود.
ادبیات: تاریخ ادبیات گجراتی را می‌توان به ۱۰۰۰ سال پس از میلاد ردیابی کرد. از برندگان مشهور ادبیات گجراتی می‌توان به هم‌چاندراچاریا، نارسیمگ مهتا، میرا بای، آخو، پراماناند بات، شامال بات، دایارام، دالپاترام، نارماد، گوواردهانرام تریپاتی، مهاتما گاندی، کی.اک. مُنشی، اومشانکار جوشی، سورش جوشی، سوامینارایان، پانالال پاتل و راجندرا شاه اشاره کرد.
کاوی کانت، زاوارچند مگانی و کالپی شاعران مشهور گجراتی هستند.
گجرات ویدیا سبها، گجرات ساهیتا سبها، و گجرات ساهیتا پاریشاد مؤسسات ادبی مستقر در احمدآباد هستند که گسترش ادبیات گجراتی را ترویج می‌کنند. ساراسواتی چاندرایک رمان برجسته از گوواردانرام تریپاتی است. نویسندگانی مانند آناند شانکار دروو، اشوینی بات، بالوانترای تاکور، باون کاچی، باگواتیکومار شارما، چاندراکانت باکشی، گونوانت شاه، هاریندرا دیو، هارکیسان مهتا، جی واساوادا، جیوتندرا دیو، کانتی بات، کاوی سوندار پاراش، سور، کاوی نالالد، سور، خابار دالال، تارک مهتا، وینود بات، دهرو بهات و وارشا آدالجا بر متفکران گجراتی تأثیر گذاشته‌اند.
سهم قابل توجهی در ادبیات گجراتی از سوامینارایان پارامانسو، مانند برهماناند سوامی، پرماناند، با نثری مانند واچانامروت و شعر در قالب بهاجان حاصل شد. شریمد راجچاندرا واخنامروت و شری آتما سیدی شاسترا، نوشته شده در قرن نوزدهم توسط فیلسوف و شاعر جین، شریماد راجچاندرا (گورو مهاتما گاندی) بسیار شناخته شده هستند.
تئاتر گجراتی مدیون Bhavai است. بهاوای یک اجرای موزیکال فولک از نمایش‌های صحنه‌ای است. کتان مهتا و سانجای لیلا بانسالی از بهاوای در فیلم‌هایی مانند Bhavni Bhavai، اوه عزیزم! اینجا هند است و من قلبم را برای محبوبم می‌فرستم استفاده هنری کردند. Dayro (گردهمایی) شامل آواز و گفتگو است که منعکس کننده طبیعت انسان است.
آلیک پادامسی، پیشکسوت تئاتر بمبئی، که در دنیای انگلیسی زبان به خاطر بازی در نقش محمد علی جناح در فیلم گاندی سِر ریچارد اتنبرا شناخته می‌شود، از یک خانواده سنتی گجراتی-کوچی از کاتیاوار بود.
غذای گجراتی عمدتاً گیاهی است. یک تالی (غذای کامل) گجراتی معمولاً شامل نان روتی یا باکاری یا thepala یا rotlo، دال یا کادی، خچدی، بهات و شک است. آتانو (ترشی هندی) و چاندو به عنوان چاشنی استفاده می‌شوند. چهار منطقه اصلی گجرات، هر کدام سبک‌های خاص خود را به غذای گجراتی می‌آورند. بسیاری از غذاهای گجراتی به‌طور مشخص شیرین، شور و تند هستند. در منطقه سائوراشترا، چهاش (دوغ) به عنوان یک ماده ضروری در غذای روزانه آنها تلقی می‌شود.
صنعت فیلم گجراتی به سال ۱۹۳۲ برمی‌گردد، زمانی که اولین فیلم گجراتی، نارسینه مهتا، اکران شد. این صنعت پس از شکوفایی در دهه‌های ۱۹۶۰ تا ۱۹۸۰، شاهد افول بود. این صنعت در دوران اخیر احیا شده است. این صنعت از زمان تأسیس خود بیش از هزار فیلم تولید کرده است. دولت گجرات در سال ۲۰۰۵ معافیت ۱۰۰ درصدی مالیات بر سرگرمی را برای فیلم‌های گجراتی اعلام کرد و سیاست مشوق‌ها را در سال ۲۰۱۶ اعلام کرد.

## موسیقی
موسیقی محلی گجراتی، که به نام سوگام سانگیت شناخته می‌شود، یک حرفه موروثی در جامعه باروت است. جوامع گادهوی و چاران در دوران معاصر سهم زیادی داشته‌اند. سازهای همه‌جا حاضر در موسیقی محلی گجراتی شامل سازهای بادی مانند توری، بونگال و پاوا، سازهای زهی مانند راوان هاتو، اکتارو و جانتار و سازهای کوبه‌ای مانند منجیرا و طبل گلدانی زانز است.
سنت‌های محلی گجرات شامل بهاوای و راس-گربا است. بهاوای یک تئاتر محلی است. این تا حدی سرگرمی و تا حدی آیینی است و به آمبا تقدیم شده است. راس-گربا یک رقص محلی است که به عنوان جشن نوراتری توسط مردم گجراتی انجام می‌شود. لباس محلی این رقص برای زنان چانیا چولی و برای مردان کدیا است. سبک‌ها و مراحل مختلف گربا عبارتند از دودیو، پنج ساده، هفت ساده، پاپاتییو، تریکنیا (حرکت دست که یک مثلث تصویرسازی را تشکیل می‌دهد)، لهری، تران تالی، پروانه، هودو، دو کف زدن و بسیاری موارد دیگر. Sheri garba یکی از قدیمی‌ترین اشکال گربا است که در آن همه زنان ساری پاتولا قرمز می‌پوشند و در حین رقص می‌خوانند. این یک شکل بسیار برازنده از گربا است. ماکار سانکرانتی جشنی است که مردم گجرات در آن بادبادک‌ها را به پرواز درمی‌آورند. در گجرات، از دسامبر تا ماکار سانکرانتی، مردم از بادبادک بازی لذت می‌برند. Undhiyu، یک غذای خاص که از سبزیجات مختلف تهیه می‌شود، برای مردم گجرات در ماکار سانکرانتی ضروری است. سورت به ویژه به خاطر رشته‌های محکم که با استفاده از پودر شیشه بر روی نخ ردیف برای ایجاد لبه برش برای آن ساخته می‌شود، مشهور است. [۱۹۶]
گذشته از Navratri و Uttarayana، دیوالی، هولی، Janmashtami، ماهاویر جانما کالیاناک، اعیاد اسلامی، چپ تعزیه،  Paryushan و دیگران نیز جشن گرفته می‌شوند.

## انتشار فرهنگ
به دلیل نزدیکی به دریای عرب، گجرات یک روحیه تجاری ایجاد کرده است که از زمان‌های قدیم سنت فرهنگی دریانوردی، تجارت از راه دور و ارتباطات خارج از کشور با دنیای خارج را حفظ کرده است و انتشار فرهنگ از طریق دیاسپورای گجراتی یک نتیجه منطقی چنین سنتی بود. در طول دوره پیشامدرن، منابع مختلف اروپایی مشاهده کرده‌اند که این بازرگانان جوامع مقیم خارج را در خارج از گجرات و در بسیاری از نقاط جهان، مانند خلیج فارس، خاورمیانه، شاخ آفریقا، هنگ کنگ، اندونزی و فیلیپین تشکیل داده‌اند. مدت‌ها قبل از ظهور داخلی سلسله مراتا و اشغال استعماری راج بریتانیا.
مورخان غربی اوایل قرن اول مانند استرابون و دیوکاسیوس گواهی بر نقش مردم گجرات در گسترش آیین بودا در مدیترانه هستند، زمانی که ثبت شد که راهب سرامانا، زارمانوچگاس از بهاروچ، در زمان حکومت آگوستوس بر امپراتوری روم با نیکولاس دمشقی در انطاکیه ملاقات کرد و اندکی بعد به آتن رفت و در آنجا با خودسوزی برای نشان دادن ایمان خود درگذشت. مقبره‌ای برای سرامانا، در زمان پلوتارک هنوز قابل مشاهده بود، که بر آن ذکر شده بود "ΖΑΡΜΑΝΟΧΗΓΑΣ ΙΝΔΟΣ ΑΠΟ ΒΑΡΓΟΣΗΣ" ("استاد سرامانا از باریگازا در هند").
اعتقاد بر این است که جد زبان سینهالی، شاهزاده ویجایا، پسر پادشاه Simhabahu بوده است که بر Simhapura (سیهور امروزی در نزدیکی باونگر) حکومت می‌کرد. [۲۰۳] شاهزاده ویجایا به دلیل بی‌قانونی توسط پدرش تبعید شد و با گروهی از ماجراجویان به راه افتاد. این سنت توسط دیگر گجراتی‌ها دنبال شد. به عنوان مثال، در نقاشی‌های دیواری آجانتا، یک شاهزاده گجراتی در حال ورود به سری‌لانکا نشان داده شده است.
بسیاری از هندی‌ها به اندونزی و فیلیپین مهاجرت کردند که بیشتر آنها گجراتی بودند. برخی معتقدند که پادشاه آجی ساکا که گفته می‌شود در سال ۱ تقویم ساکا به جاوه در اندونزی آمده است، پادشاه گجرات بوده است. اعتقاد بر این است که اولین سکونتگاه‌های هند در فیلیپین و جزیره جاوه اندونزی با آمدن شاهزاده دروواویجایا از گجرات به همراه ۵۰۰۰ تاجر تأسیس شد. برخی داستان‌ها حاکی از آن است که یک برهمن به نام تریترستا اولین کسی بود که مهاجران گجراتی را با خود به جاوه آورد، بنابراین برخی از محققان او را با آجی ساکا یکی می‌دانند. یک کشتی گجراتی در مجسمه‌ای در بورابودور، جاوه به تصویر کشیده شده است.

## گردشگری
محیط طبیعی گجرات شامل ران بزرگ کوچ و تپه‌های Saputara است و تنها خانه شیرهای آسیایی خالص در جهان است. در طول دوران تاریخی سلطنت سلاطین، صنعتگران هندو با معماری اسلامی ترکیب شدند و سبک هندو-ساراکنیک را به وجود آوردند. بسیاری از سازه‌های این ایالت به این سبک ساخته شده‌اند. همچنین زادگاه مهاتما گاندی و والابای پاتل، شخصیت‌های بزرگ نمادین جنبش استقلال هند است. آمیتاب باچان در حال حاضر سفیر برند گردشگری گجرات است.

## موزه‌ها و یادبودها
گجرات دارای موزه‌های متنوعی در سبک‌های مختلف است که توسط اداره موزه‌های ایالت در موزه اصلی ایالتی، موزه و نگارخانه بارودا در وادودارا اداره می‌شود، که محل موزه مهاراجه فاتح سینگ نیز می‌باشد. Kirti Mandir, Porbandar, Sabarmati Ashram و Kaba Gandhi No Delo موزه‌هایی هستند که مربوط به مهاتما گاندی هستند که اولی محل تولد او و دو تای آخری محل زندگی او در طول زندگی‌اش بوده است. کاخ گاندی شماره دلو در راجکوت بخشی از مجموعه نادری از عکس‌های مربوط به زندگی مهاتما گاندی را به نمایش می‌گذارد. Sabarmati Ashram جایی است که گاندی رژه نمک را آغاز کرد. در ۱۲ مارس ۱۹۳۰، او قسم خورد که تا زمانی که هند به استقلال نرسد، به آشرام باز نخواهد گشت.
موزه مهاراجه فاتح سینگ در داخل کاخ لاکشمی ویلاس، اقامتگاه مهاراجه‌های سابق، واقع در وادودارا قرار دارد.
موزه پارچه Calico توسط بنیاد Sarabhai اداره می‌شود و یکی از محبوب‌ترین نقاط توریستی احمدآباد است.
موزه لاخوتا در جام‌نگر قصری است که به موزه تبدیل شده است که محل اقامت راجپوت‌های جادجا بوده است. مجموعه این موزه شامل مصنوعاتی است که از قرن نهم تا هجدهم، سفال‌های روستاهای قرون وسطایی مجاور و اسکلت یک نهنگ را در بر می‌گیرد.
از دیگر موزه‌های معروف این ایالت می‌توان به موزه کوچ در بوج که قدیمی‌ترین موزه گجرات است که در سال ۱۸۷۷ تأسیس شد، موزه واتسون تاریخ و فرهنگ بشر در راجکوت، شهر علوم گجرات و یادبود ملی سردار والابای پاتل در احمدآباد اشاره کرد. در اکتبر ۲۰۱۸ از بلندترین مجسمه جهان که یادبود رهبر استقلال سردار پاتل است رونمایی شد. تندیس اتحاد با ۱۸۲ متر ارتفاع، جدیدترین جاذبه گردشگری با بیش از ۳۰۰۰۰ بازدیدکننده در روز است.

## افراد سرشناس
- مهاتما گاندی
- جمشیدجی تاتا
- والابای پاتل
- مورارجی دسای
- نارندرا مودی
- حسین گداری